# President Evil
A President Evil német együttes.

## Története
2002-ben alakultak Brémában. Thrash  és stoner metal  műfajokban játszanak. Nevük szójáték a Resident Evil videójáték-sorozat nevével. Első kiadványuk egy 2003-as demó volt. 2005-ben egy újabb demót adtak ki, amely EP-nek is számított. Ezt egy évvel később, 2006-ban követett az első nagylemezük. 2008-ban a második albumuk is megjelent, amelyet 2013-ban követett az (eddigi) utolsó albumuk.
Különlegesség, hogy a Veronica Mars egyik epizódja is a President Evil címet viseli.

## Tagok
- Neal McCocker – ének (2010-)
- James Lars – gitár
- Ace Renner – gitár
- Sven – basszusgitár
- Diamond Dennis – ütős hangszerek

## Korábbi tagok
- Johnny Holze – ének
- Chris Birx – ének
- Mr. Godspeed – basszusgitár

## Diszkográfia
- The Electromagnetic Superstorm (demó, 2003) [5]
- Evil Goes to Hollywood (demó-EP, 2005)
- The Thrash'n'Roll Asshole Show (album, 2006)
- Hell in a Box (album, 2008)
- Back from Hell's Holiday (album, 2013)